# Gmina Pacyna
Die Gmina Pacyna ist eine Landgemeinde im Powiat Gostyniński der Woiwodschaft Masowien in Polen. Sie hat etwa 3450 Einwohner. Ihr Sitz ist das gleichnamige Dorf mit etwa 350 Einwohnern.

## Geographie

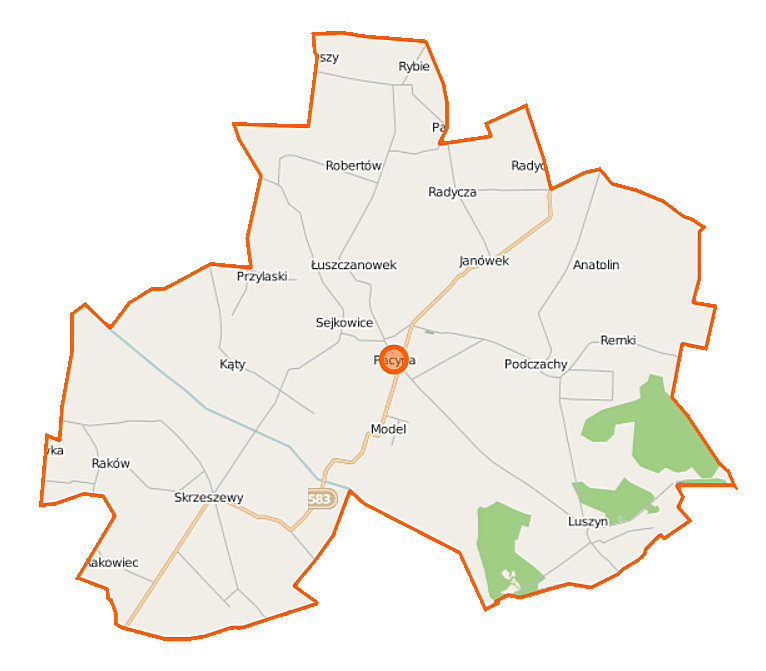
Karte der Gemeinde

Die Gemeinde liegt im Westen der Woiwodschaft und grenzt im Süden an die Woiwodschaft Łódź. Die Kreisstadt Gostynin liegt etwa 20 Kilometer nordwestlich, Płock 30 Kilometer nördlich, Łódź 60 Kilometer südlich und Warschau 90 Kilometer östlich. Die Gemeinde hat eine Fläche von 90,6 km², von der 84 Prozent land- und sieben Prozent forstwirtschaftlich genutzt werden. Ihr Gebiet ist mit etwa 38 Einwohnern/km² dünn besiedelt. Zu den Gewässern gehört die Przysowa, die über die Słudwia zur Bzura entwässert.

## Geschichte
Die Landgemeinde Pacyna wurde 1954 in Gromadas aufgelöst und zum 1. Januar 1973 aus Gromadas wiedererrichtet. Von 1975 bis 1998 gehörte die Gemeinde zur Woiwodschaft Płock. Der Powiat war in dieser Zeit aufgelöst. Die Landgemeinde kam 1999 an den Powiat Gostyniński der Woiwodschaft Masowien. Nach der Kommunalwahl am 21. April 2024 wurde Tomasz Klimczak Wójt, sein langjähriger Vorgänger Krzysztof Woźniak hat sich am 25. April verabschiedet.

## Gliederung
Zur Landgemeinde (gmina wiejska) Pacyna gehören 18 größere Dörfer mit jeweils einem Schulzenamt (sołectwo):
Pacyna
Anatolin
Janówek
Łuszczanówek
Luszyn
Podatkówek
Podczachy
Przylaski
Radycza
Raków
Rakowiec
Remki
Robertów
Rybie
Sejkowice
Skrzeszewy
Słomków
Wola Pacyńska
Kleinere Dörfer der Gemeinde sind Czarnów, Czesławów, Kamionka, Kąty, Łuszczanów Drugi, Model und Romanów. Ein Wohnplatz ist das Forsthaus Poddębina-Gajówka.

## Verkehr
Die Woiwodschaftsstraße DW583 führt von Bedlno über Żychlin und Pacyna nach Sanniki im Norden. In Bedlno wird die Landesstraße DW92 erreicht.
Der nächste Bahnhof ist Żychlin in der Nachbargemeinde an der Bahnstrecke Warschau–Posen.
Die nächsten internationalen Flughäfen sind Warschau und Łódź.